# Lars Gustafsson (socialdemokrat)
Lars Ivan Gustafsson (i riksdagen kallad Gustafsson i Barkarby), född 18 juni 1925 i Järfälla, död 24 december 2016 i Jakobsbergs distrikt i Stockholms län, var en svensk sociolog och politiker (socialdemokrat).

## Biografi
Han var son till socialvårdsföreståndaren Lars Gustafsson och småskollärarinnan Anna Gustafsson, född Andersson. Lars Gustafsson växte upp i Järfälla, där han sedan verkade hela sitt liv. I Järfälla var han tidigt politiskt aktiv och han var riksdagsledamot 1969–1991.

## Riksdagsledamot
Gustafsson var riksdagsledamot 17–31 december 1964 samt ledamot av andra kammaren 1969–1970 och därefter i enkammarriksdagen invald i Stockholms läns valkrets till 1991. Åren 1988–1990 var han ersättare för Ingvar Carlsson och övriga år ordinarie ledamot. Gustafsson var suppleant i Konstitutionsutskottet 1969–1970, blev ledamot av Utbildningsutskottet 1971 och dess ordförande 1986–1991 samt suppleant i Europarådets svenska delegation från 1983.
Gustafsson blev fil. kand. i Stockholm 1950, pol. mag. 1952 och fil. lic. 1961. Han var assistent i sociologi vid Stockholms universitet 1958–1961, extra universitetslektor 1961–1966 och ordinarie från 1966. Gustafsson var politiskt sakkunnig i utbildningsdepartementet 1982–1985, vice ordförande i Järfälla hembygdsförening från 1974, ledamot av länsskolnämnden i Stockholms län 1962–1970, styrelseledamot av Liber AB 1969–1972, av Styrelsen för Teknisk Utveckling 1971–1979, av Riksbankens jubileumsfond 1977–1983, vice styrelseordförande i Stockholms högskoleregion 1977–1983, ledamot av delegationen för vetenskaplig och teknisk informationsförsörjning 1979–1983 och av Svenska Unescorådet från 1984 samt vice ordförande i forskningsrådsnämnden från 1985. Han var ledamot av lärarutbildningskommittén 1968–1974, ordförande i kompetenskommittén 1972–1974, och i 1968 års utbildningsberedning från 1974, ledamot av 1974 års lärarutbildningsutredning 1974–1979 och av centrala organisationskommittén för högskolereformen 1975–1977. LG var ordförande i folkbildningsutredningen 1975–1977, ledamot av forskningsrådsutredningen 1975–1977, av huvudmannaskapskommittén 1978–1981, av uppföljningskommittén 1979–1982, av kommittén för sjöbefälsutbildning 1982–1984 och av tillträdesutredningen för grundläggande högskoleutbildning 1983–1985 samt ordförande i expertgruppen rörande frågor om kortare teknisk utbildning 1984–1986. Han var ordförande i Järfälla arbetarekommun 1974–1983, styrelseledamot i SAP-distriktet Stockholms län 1974–1983.
Gustafsson var kommunfullmäktig i Järfälla från 1955, ordförande där 1977–1979 och 1982 samt förste vice ordförande 1979–1982. Han var ledamot av kommunalnämnden/kommunstyrelsen 1968–1976, ledamot av valnämnden 1956–1959, av skolstyrelsen 1958–1976 och ordförande 1958–1973, av polisnämnden 1968–1972 samt av valberedningen 1974–1979 och från 1982 samt ordförande 1976–1979 och från 1982. Han var ordförande i arvodeskommittén från 1984, styrelseledamot i Järfälla kommuns fastighets AB 1968–1974, kyrkofullmäktig i Järfälla 1977–1985, landstingsledamot för Stockholms län 1967–1969, ledamot av Stockholms läns ungdomsnämnd 1953–1967, Stockholms läns kulturminnesråd 1968–1969 och Stockholms läns gymnasiekommitté 1971–1976, styrelseledamot i Jakobsbergs folkhögskola 1971–1976.

## Insatser inom Järfälla hembygdsförening
1974 deltog Gustafsson aktivt i bildandet av Järfälla hembygdsförening. Sedan var han vice ordförande i föreningen flera år och ordförande åren 2000–2005.
Gustafsson är författare till Järfällaboken, som utkom 1957, en bok som omfattar 846 sidor, utgiven av Järfälla kommun. Järfällaboken trycktes 1957 i 6 000 exemplar, men har senare även nytryckts. År 1986 kom Järfällaboken del II i två band, utgiven av Järfälla kommun. Band 1 omfattar sidorna 1-372 och band 2 omfattar sidorna 373-1050. Järfällaboken II i två band är att betrakta som en komplettering av den gamla Järfällaboken. Gustafssons hembygdsforskning har lett till att Järfälla sannolikt är en av de mest väldokumenterade kommunerna i Sverige.